# Carlos Martín
Pour les articles homonymes, voir Martín.
Carlos Martín, né le 22 avril 2002 à Madrid en Espagne, est un footballeur espagnol qui évolue au poste d'avant-centre au Deportivo Alavés, en prêt de l'Atlético de Madrid.

## Biographie

### Débuts à l'Atlético de Madrid
Né à Madrid, Carlos Martín rejoint très jeune le club de la capitale espagnole (vers l'âge de six ans).
Après plusieurs années dans les catégories inférieures du club, il fait partie de l'équipe U19 ayant atteint les demi-finales de la Youth League en 2022.
Il s'illustre notamment sur le front de l'attaque avec l'équipe B lors de la saison 2022-2023, permettant à la réserve du club rojiblanco de monter en troisième division espagnole.
Le 20 novembre 2021, il joue son tout premier match avec l'Atlético de Madrid lors d'une rencontre de Liga face au CA Osasuna en remplaçant Sime Vrsaljko à la 85e minute de jeu.

#### Prêt au CD Mirandés
Le 4 aout 2023, l'Atlético de Madrid annonce le prêt de son joueur au CD Mirandés pour une saison.
10 jours plus tard, Carlos Martín marque ses deux premiers buts sous ses nouvelles couleurs face à l'AD Alcorcón lors d'une victoire 4-0.

### En sélection
Carlos Martín honore sa première sélection avec l'équipe d'Espagne espoirs le 13 octobre 2023.